# Артейшо
Артейшо (гал. Arteixo, ісп. Arteijo) — муніципалітет в Іспанії, у складі автономної спільноти Галісія, у провінції Ла-Корунья. Населення — 29 762 осіб (2009).
Муніципалітет розташований на відстані близько 512 км на північний захід від Мадрида, 12 км на південний захід від Ла-Коруньї.
Муніципалітет складається з таких паррокій: Соррісо, Монтеагудо, Чамін, Арментон, Барраньян, Ларін, Ланьяс, Артейшо, Лоуреда, Суевос, Осейро, Пасторіса, Морас.

## Демографія
Динаміка населення (INE ):

## Уродженці
- Арсеніо Іглесіас (*1930) — відомий у минулому іспанський футболіст, нападник, згодом — футбольний тренер.

## Галерея зображень

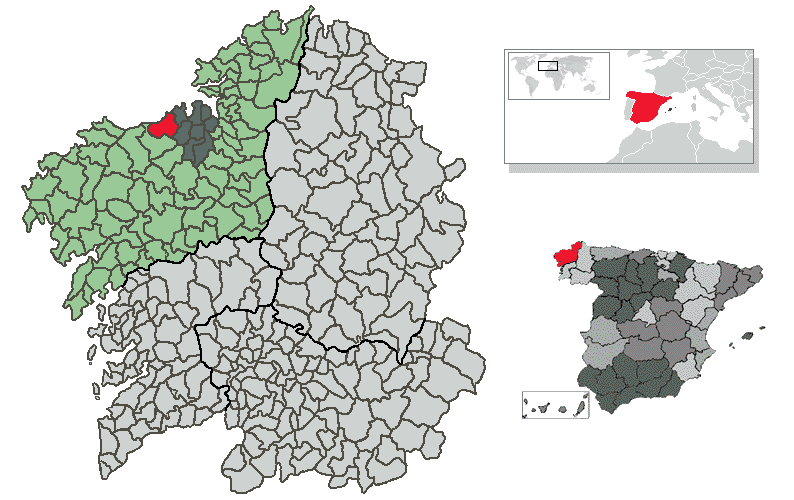
Розташування муніципалітету